# HC Houten
Hockeyclub Houten is een hockeyvereniging uit Houten. Het eerste herenteam speelt in de Eerste klasse en het eerste damesteam in de Overgangsklasse van de KNHB.

## Geschiedenis
In februari 1984 hebben Lex Mellink en Johan Veeninga initiatief genomen door stappen te zetten naar de gemeente Houten. Vervolgens is er een voorbereidingsgroep geformeerd, bestaande uit Frank Mathey, Geert Gerritse, Paul Hartman en beide initiatiefnemers. Uiteindelijk heeft dat geresulteerd tot de oprichting van de hockeyclub op 8 november 1984.
De 60 leden van het eerste uur betaalden 22 euro contributie en speelden in de clubkleuren grijs-met-blauw of grijs-met-rood.
11 december 1984: verschijnen van het eerste Houtwerk, het officiële mededelingenblad van Hockeyclub Houten (afgekort HCH).
Tot maart 1985 werd er gespeeld in een zaal in de Spil waar voorheen ook zwembad de Spil was. Vanaf maart 1985 was er een buitenaccommodatie met een veld aan de Kamillehof naast korfbalvereniging Victum. In augustus 1985 waren er 100 leden en in september 1985 werd de competitie gestart met twee herenteams, twee damesteams, een meisjes junioren en een jongens juniorenteam en een paar miniteams. 
In september 1987 werd er verhuisd naar sportpark de Stenen Poort aan de Warinenpoort met een kunstgrasveld en twee grasvelden. Wat later 3 kunstgrasvelden werden; 1 semi-waterveld en 2 zandingestrooide kunstgrasvelden.
In augustus 2012 werd er verhuisd naar sportpark de Meerpaal. Men kan daar gebruik maken van de  nieuwe locatie. Met ingang van het seizoen 2017-2018 beschikt hockeyclub Houten over twee watervelden en vier zandingestrooide kunstgrasvelden. Het clubhuis is een multifunctioneel complex. Naast de leden, maken ook leden van de handbal- en softbalvereniging gebruik van de Meerpaal. In het complex is een fysiotherapeut aanwezig alsmede kinderopvang.
In augustus 2017 is het tenue gewijzigd en zijn de grijze shirts en sokken vervangen door donkerblauw.
Op 19 juni 2022 pakte HC Houten Heren 1 de eerste grote prijs in de clubgeschiedenis door de KNHB Silver Cup binnen te slepen. Na 4-4 in de reguliere tijd werd HC Eindhoven verslagen met shoot-outs.